# Longchamps, Eure
Longchamps är en kommun i departementet Eure i regionen Normandie i norra Frankrike. Kommunen ligger i kantonen Étrépagny som tillhör arrondissementet Les Andelys. År 2022 hade Longchamps 685 invånare.

## Befolkningsutveckling
Antalet invånare i kommunen Longchamps
Referens:INSEE